# Міддлтон (Нью-Гемпшир)
Міддлтон (англ. Middleton) — місто (англ. town) в США, в окрузі Страффорд штату Нью-Гемпшир. Населення — 1823 особи (2020).

## Демографія
Згідно з переписом 2010 року, у місті мешкали 1783 особи в 661 домогосподарстві у складі 516 родин. Було 851 помешкання
Расовий склад населення:
| - 97,4 % — білих - 0,7 % — азіатів - 0,5 % — чорних або афроамериканців - 0,4 % — корінних американців |

До двох чи більше рас належало 0,9 %. Частка іспаномовних становила 0,8 % від усіх жителів.
За віковим діапазоном населення розподілялося таким чином: 23,7 % — особи молодші 18 років, 67,1 % — особи у віці 18—64 років, 9,2 % — особи у віці 65 років та старші. Медіана віку мешканця становила 39,0 року. На 100 осіб жіночої статі у місті припадало 108,5 чоловіків;  на 100 жінок у віці від 18 років та старших — 105,6 чоловіків також старших 18 років.
Середній дохід на одне домашнє господарство  становив 89 240 доларів США (медіана — 73 466), а середній дохід на одну сім'ю — 96 895 доларів (медіана — 77 500). Медіана доходів становила 50 938 доларів для чоловіків та 42 396 доларів для жінок. За межею бідності перебувало 8,3 % осіб, у тому числі 19,1 % дітей у віці до 18 років та 2,0 % осіб у віці 65 років та старших.
Цивільне працевлаштоване населення становило 939 осіб. Основні галузі зайнятості: освіта, охорона здоров'я та соціальна допомога — 21,6 %, виробництво — 17,3 %, будівництво — 12,4 %, роздрібна торгівля — 11,9 %.